# IJzer(III)carbonaat
IJzer(III)carbonaat is een ijzerzout van koolzuur, met als brutoformule Fe2(CO3)3. Het komt voor als een roodbruine poederachtige vaste stof die onoplosbaar is in water. De verbinding is erg onstabiel en ontleedt gemakkelijk.
IJzer(III)carbonaat heeft geen smelt- of kookpunt, want bij verhitting pyrolyseert het tot ijzer(III)oxide en koolstofdioxide:
{\displaystyle {\ce {Fe2(CO3)3 -> Fe2O3 + 3CO2}}}
In zure oplossingen ontleedt het eveneens tot koolstofdioxide.

## Synthese
IJzer(III)carbonaat kan bereid worden door een driewaardig ijzerzout, zoals ijzer(III)acetaat, op te lossen in water en er een geconcentreerde natriumcarbonaatoplossing aan toe te voegen. Hierbij slaat ijzer(III)carbonaat neer, dat kan afgefiltreerd worden.